# 马克斯维尔 (路易斯安那州)
马克斯维尔（英語：Marksville），是美国路易斯安那州下属的一座城市。根据2010年美国人口普查，该市有人口5,702人。建置上，属于“city”。